# صداهای دیگر (آلبوم دورز)
«صداهای دیگر» (به انگلیسی: Other Voices) آلبومی از دورز است که در سال ۱۹۷۱ میلادی منتشر شد.